# صموئيل دبليو. بلاك
صموئيل دبليو. بلاك (بالإنجليزية: Samuel W. Black)‏ هو محامي وقاضي وسياسي أمريكي، ولد في 3 سبتمبر 1816 في بيتسبرغ في الولايات المتحدة، وتوفي في 27 يونيو 1862 في الولايات المتحدة. حزبياً، نشط في الحزب الديمقراطي. وقد انتخب حاكم نبراسكا ‏.